# صموئيل كينج أليسون
صموئيل كينج أليسون (بالإنجليزية: Samuel King Allison)‏ مواليد 13 نوفمبر 1900 في شيكاغو - الوفاة 15 سبتمبر 1965 في شيكاغو.
فيزيائي أمريكي أبرز أعمالة هو  مشروع مانهاتن وهو ما نال عنه وسام الاستحقاق.

## بدايتة
ولد صموئيل كينج أليسون في شيكاغو، إلينوي، في 13 نوفمبر عام 1900، وهو ابن صموئيل بويل أليسون، تلقى تعليمة في كلية جون فيسك وهايد بارك الثانوية. دخل جامعة شيكاغو في عام 1917، وشارك في  بعض الرياضات مثل السباحة و كرة السلة في الماء، في حين تخصص في الرياضيات والكيمياء.

## الأشعة السينية
في عام 1930 عاد أليسون لجامعة شيكاغو حيث أصبح أستاذاً في عام 1942 وأستاذ الخدمة المتميزة للفيزياء فرانك بي هيكسون عام 1959.
درس ظاهرة كومبتون ونظرية الديناميكية من حيود الأشعة السينية وفي ذلك الوقت كانت الأشعة السينية وسيلة هامة لتحقيق الهياكل الذرية

## مشروع مانهاتن
خلال الحرب العالمية الثانية أصبح أليسون منخراطا في الأعمال المتعلقة بالدفاع وكان مستشارا للجنة الدفاع الوطني للبحوث في الفترة من أكتوبر 1940 إلى يناير 1941.

## وصلات خارجية
- صموئيل كينج أليسون على موقع مونزينجر (الألمانية)

- مقابلة صوتية مع صموئيل كينج أليسون 1965
- صموئيل كينج أليسون في مشروع الرياضيات علم الأنساب